# وعد الخطیب
وعد الخطیب (انگلیسی: Waad Al-Kateab; متولد ح. 1991) نام مستعار روزنامه‌نگار، فیلمساز و فعال سوری است. مستند او، برای سما (۲۰۱۹)، نامزد چهار جایزه بفتا در ۷۳مین دوره جوایز فیلم آکادمی بریتانیا و برنده بهترین فیلم مستند، و برنده جایزه اسکار بهترین فیلم مستند در ۹۲مین دوره جوایز اسکار شد. پوشش خبری او از جنگ حلب یک جایزه بین‌المللی اِمی برای امور جاری و اخبار | برای اخبار کانال ۴ کسب کرد. نام خانوادگی مستعار الخطیب برای محافظت از خانواده وی استفاده می‌شود.